# Jacobus de Meerderekerk (Lonneker)
De Jacobus de Meerderekerk in de Overijsselse plaats Lonneker werd in de jaren 1911/1912 gebouwd ter vervanging van een eerder kerkgebouw in deze plaats.

## Beschrijving
De eerste rooms-katholieke kerk in Lonneker werd in 1820 in gebruik genomen en aan Jakobus de Meerdere gewijd. Het patrocinium is hetzelfde als dat van de moederkerk in Enschede. Vanwege de bouwvallige staat en omdat er behoefte bestond aan een groter kerkgebouw werd deze kerk in de jaren 1911/1912 vervangen door het huidige kerkgebouw. De kerk werd in een neogotische stijl vormgegeven naar een ontwerp van de architect W. te Riele. De driebeukige kruiskerk biedt plaats aan 800 kerkgangers. De toren bevindt zich recht boven de kruising van het transept met het schip en het koor. De glazenier H.L.D. Kocken vervaardigde de gebrandschilderde ramen. Het orgel werd in 1950 gemaakt door de Enschedese orgelbouwer H.J. Vierdag. Het hoofdaltaar werd gemaakt door de Utrechtse edelsmid Jan Hendrik Brom.
Het kerkhof bij de kerk werd in de jaren na de bouw van de eerste kerk aangelegd en werd nog voor 1830 in gebruik genomen. Op het kerkhof bevinden zich een calvariegroep uit 1865 en een beeldje voor het ongedoopte kind van de beeldhouwster Antoinette Ruiter uit 2006.

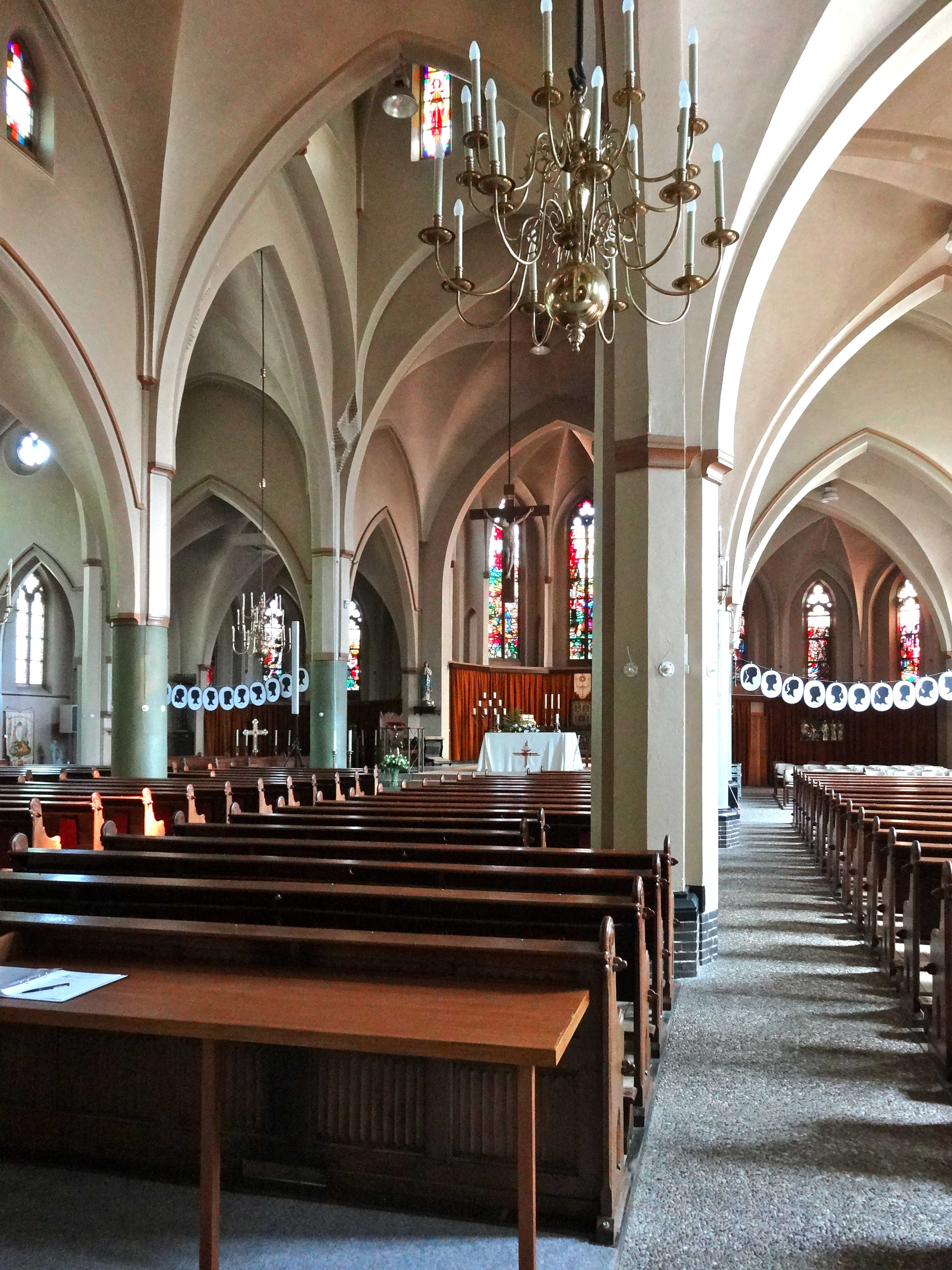
Interieur Jacobus de Meerderekerk in Lonneker
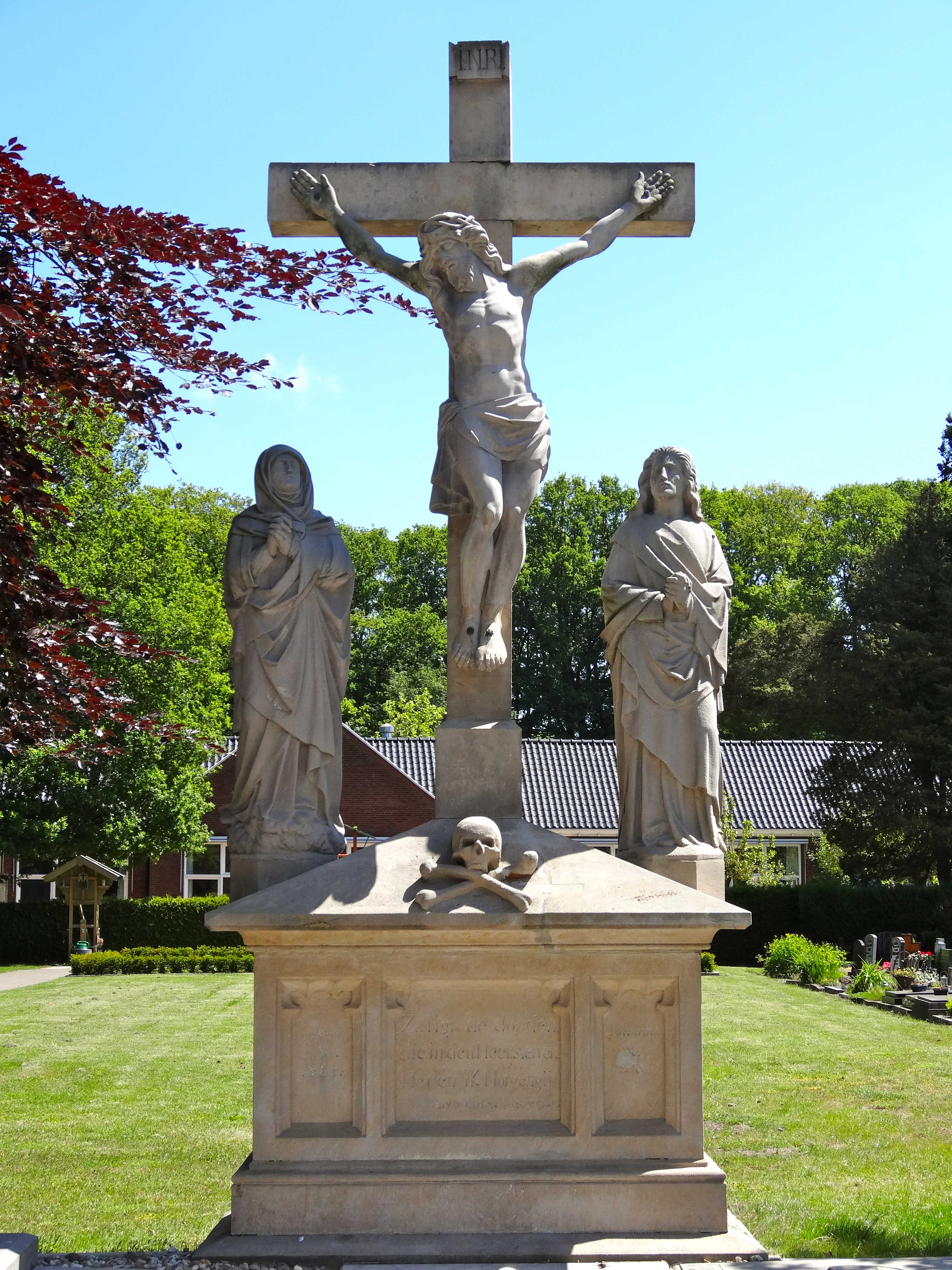
Calvariegroep Begraafplaats Lonneker
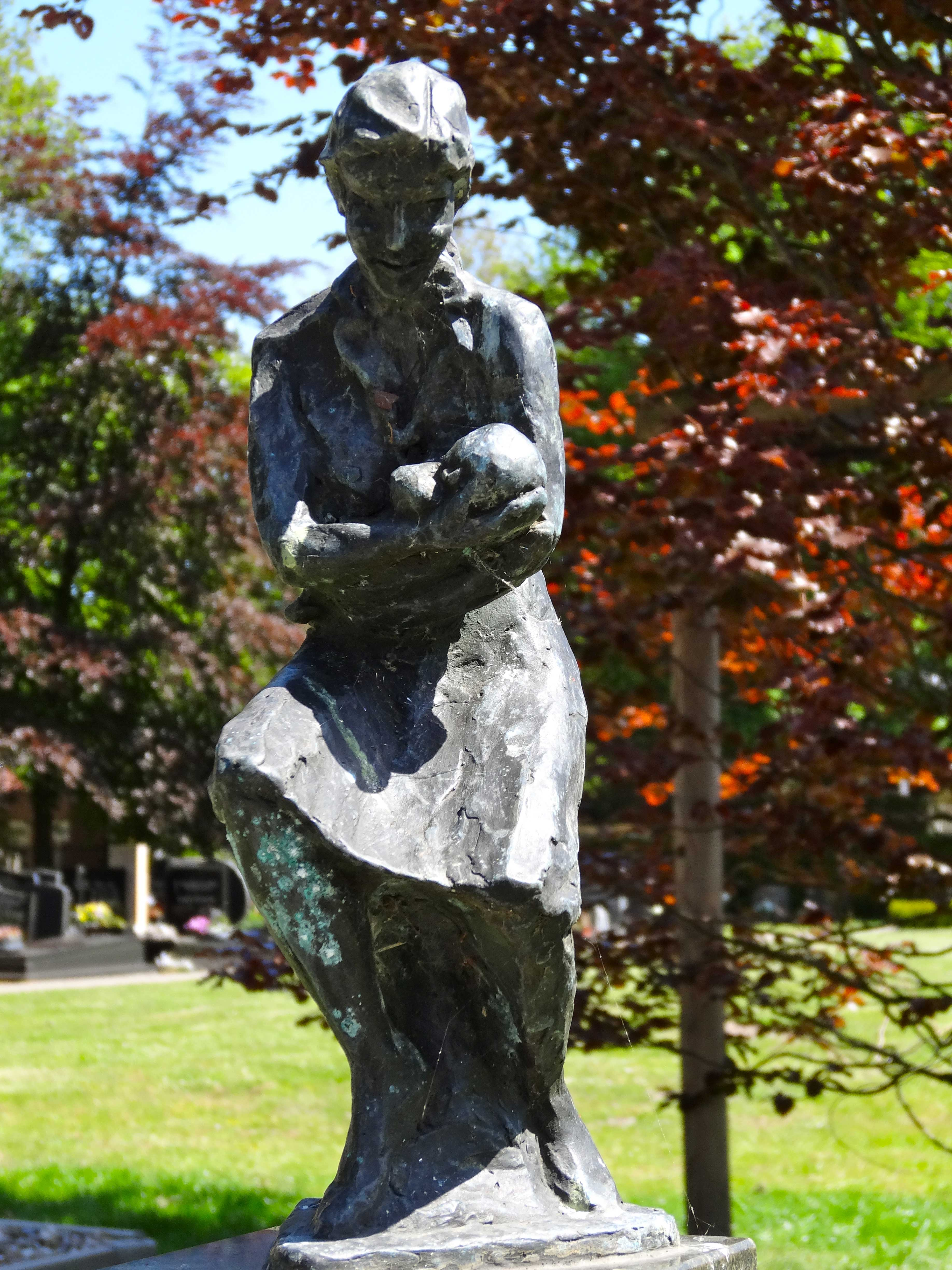
Beeld voor het ongedoopte kind